# Boyce (Virginie)
Pour les articles homonymes, voir Boyce.
Boyce est un village de Virginie situé dans le comté de Clarke.
Boyce avait une population de 426 habitants au recensement de 2000.
La localité abrite l'Arboretum de l'État de Virginie (en).